# Gonepteryx

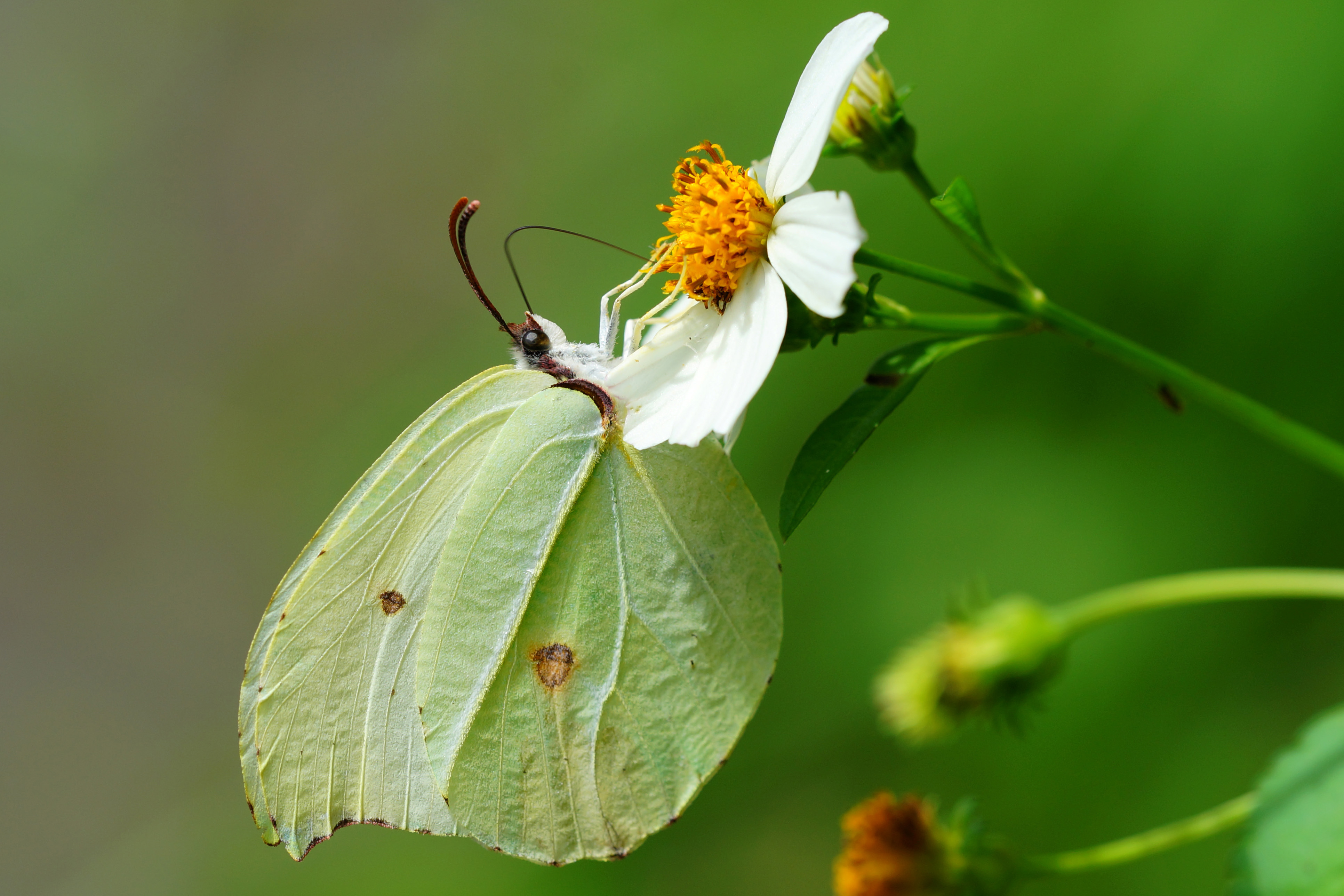
Gonepteryx amintha formosana

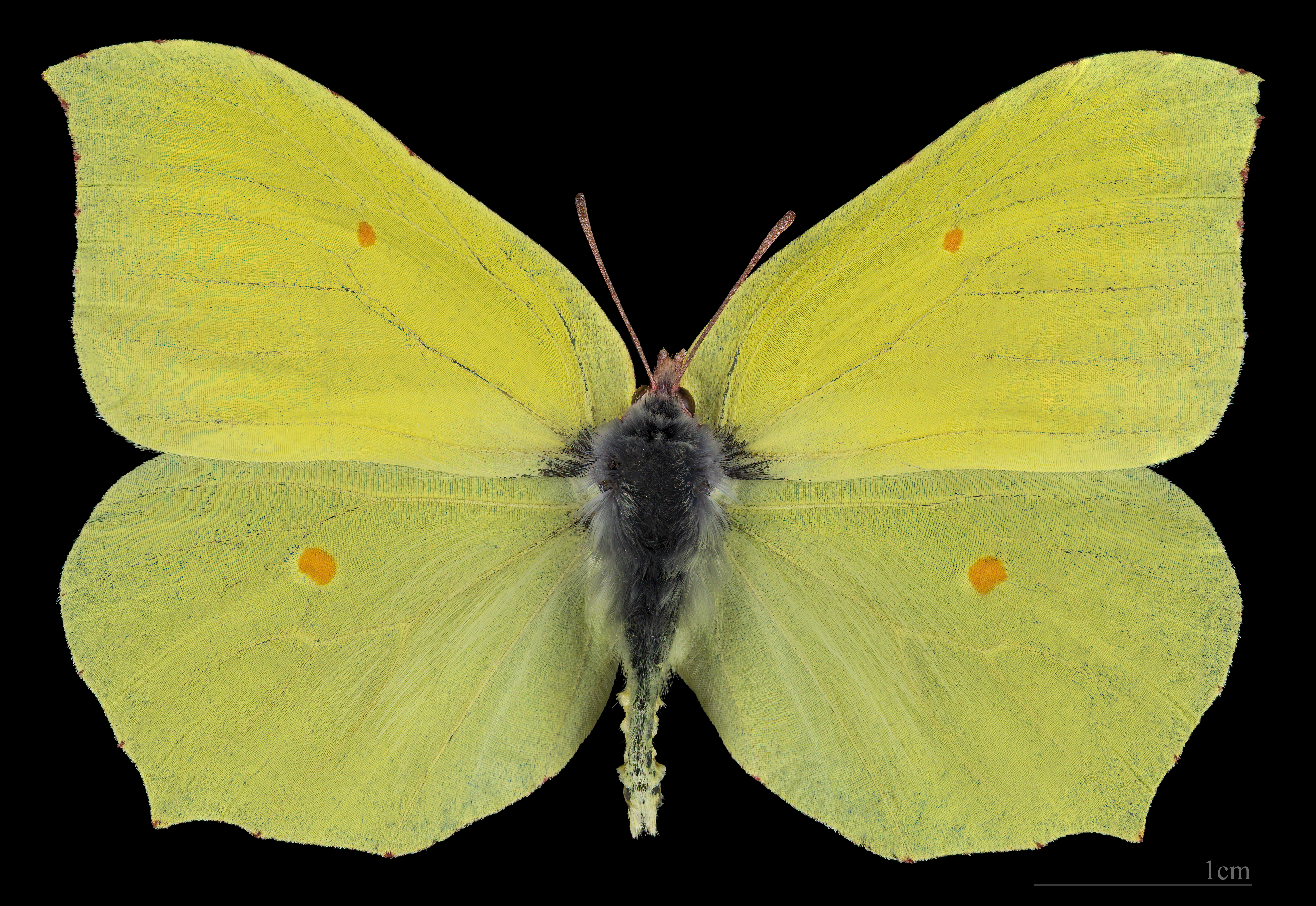
Präparierter Zitronenfalter ♂

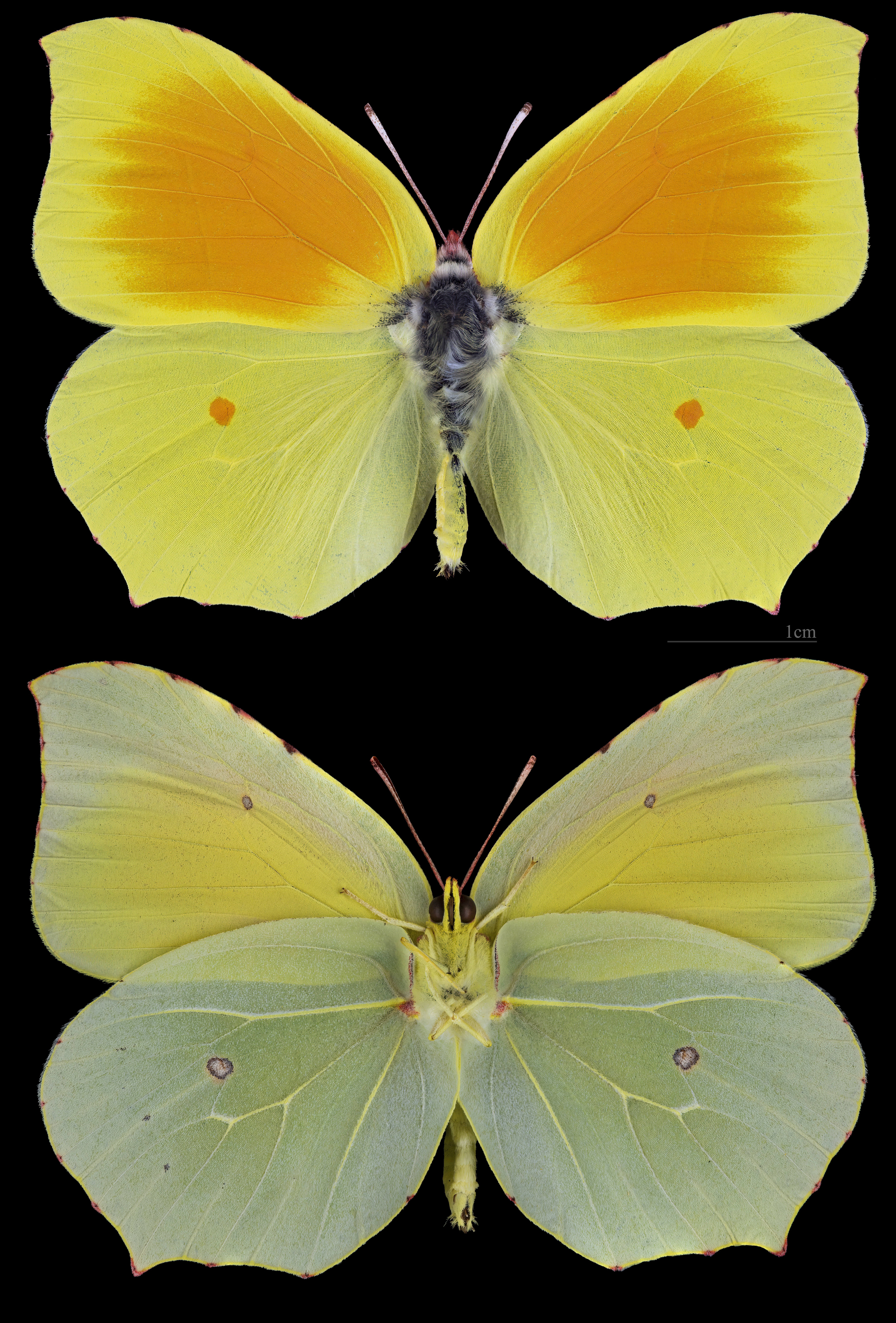
Präparierter Mittelmeer-Zitronenfalter (Gonepteryx cleopatra) ♂

Gonepteryx ist eine Schmetterlings-Gattung aus der Familie der Weißlinge (Pieridae), Unterfamilie Gelblinge (Coliadinae). Die Arten der Gattung sind in Europa, Nordafrika und Asien verbreitet.

## Merkmale
Die Falter der Gattung Gonepteryx sind mittelgroß mit zitronengelben Männchen und grünlichweißen Weibchen. Besonders auf den Vorderflügeln haben sie orangerote Mittelpunkte. Im Gegensatz zu Faltern der Gattung Colias habe sie keine dunkle Saumbinde. Die Flügel sind am Vorderrand an der Wurzel verbreitert und stark gebogen. Der Saum der Vorderflügel ist geschwungen und zwischen den Adern R5 und M1 zu einer Spitze ausgezogen. Die Ader R2, 3 ist nicht gegabelt. Der Hinterflügelsaum ist bis vor die Ader M1 gerundet, auf Cu1 vorgezogen und winklig abgeknickt. Die Fühler sind kurz mit allmählich verdickten, runden Kolben. Die Palpen sind kurz und ragen nur wenig über den Kopf.
Die Raupen sind grün, spindelförmig und schlank. Die Puppen haben stark bauchige Bruststücke und eine aufwärts gerichtete Kopfspitze.

## Systematik und Arten
William Elford Leach stellte 1815 die Gattung Gonepteryx mit dem Zitronenfalter als Typusart auf, damals noch Papilio rhamni. Der Name leitet sich von den griechischen Wörtern γόνυ (góny für gonos, das Knie) und πτεϱύξ (pterýx für pteron, der Flügel) ab; Knie-Flügel wegen des geknickten Apex. Der Gattungsname wurde mehrfach falsch geschrieben:
- Gonoptera Billberg, 1820
- Goniapteryx Westwood, 1840
- Goniopteryx Wallengren, 1853
- Goniopteryx Burmeister, 1878
- Gonopteryx Schatz, 1886
- Gonopteryx Spuler, 1910

Zur Gattung gehörten früher auch die drei südamerikanischen Arten der heutigen Gattung Anteos Hübner 1819, die deutlich größer und farbenprächtiger sind.
Die Populationen auf Madeira und den Kanaren wurden als Unterarten von G. cleopatra betrachtet, nach genetischen Untersuchungen werden sie genetisch und morphologisch als deutlich getrennte Arten gesehen. G. chitralensis wird in älterer Literatur als Unterart von G. farinosa gesehen. Der auf Taiwan endemische Gonepteryx mahaguru taiwana Paravicini 1913 wird von manchen Autoren als eigene Art gesehen. Damit ergibt sich die folgenden Artenliste:
- Gonepteryx acuminata C. & R. Felder, 1862 Ostasien, Amur, Korea, Japan, Turkestan,[4] Laos[9]
- Gonepteryx amintha (Blanchard, 1871) Ostasien, Tibet, Formosa (Taiwan)
- Gonepteryx chitralensis Moore, 1905 Pakistan
- Gonepteryx cleobule (Hübner, 1830) Teneriffa[6]
- Mittelmeer-Zitronenfalter (Gonepteryx cleopatra) (Linnaeus, 1767) Südeuropa, Nordafrika, Kleinasien
- Gonepteryx eversi Rehnelt, 1974 La Gomera[6]
- Gonepteryx farinosa (Zeller, 1847) Asien
- Gonepteryx maderensis Felder 1862 Madeira
- Gonepteryx mahaguru Gistel, 1857 Asien
- Gonepteryx maxima Butler, 1885 Japan, Nord-China[10]
- Gonepteryx nepalensis Doubleday, 1847 Asien
- Gonepteryx palmae Stamm, 1963 La Palma[6]
- Zitronenfalter (Gonepteryx rhamni) (Linnaeus, 1758) Europa, Asien